# Patricia Poleo
Patricia Poleo (Caracas, 8 de noviembre de 1965) es una periodista de investigación y exiliada política venezolana, exdirectora del periódico El Nuevo País y conocida por su trabajo opositor al actual gobierno en Venezuela.

## Biografía
Patricia Poleo nació el 8 de noviembre de 1965 en la ciudad de Caracas. Es hija de Rafael Poleo, también periodista. Patricia se graduó en comunicación social con mención en publicidad el 31 de octubre de 1987 en la Universidad Católica Andrés Bello. Es esposa del exdirigente estudiantil Nixon Moreno, politólogo graduado en la Universidad de Los Andes.

## Trayectoria profesional
Entre sus obras más importantes se destaca la amplia investigación periodística que realizó sobre el caso Vladimiro Montesinos, involucrado en delitos internacionales de lesa humanidad durante sus gestiones durante el gobierno del expresidente peruano Alberto Fujimori. Este trabajo la llevó a denunciar en reiteradas ocasiones el paradero del prófugo peruano, desencadenando finalmente en la captura de Vladimiro Montesinos en territorio venezolano. En esta investigación, Patricia Poleo denunció que a Montesinos se le ofreció protección por parte de fuerzas de seguridad vinculadas al gobierno del presidente Hugo Chávez durante el tiempo que permaneció escondido en territorio venezolano. En su libro, Tras las huellas de Montesinos, Poleo denunció ataques y acosos que persiguieron apartarla de su investigación. El libro fue meritorio del premio internacional de periodismo Rey de España en 2001.
El 11 de mayo de 2004, el fiscal militar la acusó de instigación a la rebelión tras revelar un vídeo en el que aparecía un grupo de presuntos ciudadanos cubanos dentro de instalaciones militares venezolanas en el interior del Fuerte militar Tiuna. La periodista también mostró pruebas documentales de un montaje por parte del gobierno de Hugo Chávez que revelaban cómo un grupo de presuntos paramilitares colombianos entró en Venezuela bajo la protección de la Disip (policía política) y que el entonces ministro del Interior, Lucas Rincón, habría dado el permiso. Desde el referéndum revocatorio del 2004 forma parte del segmento más radical de la oposición política venezolana que promueve la continuidad de denuncias de fraude y desobediencia civil.
En agosto de 2005 como vocera del Frente Nacional por la Liberación de los Presos y Perseguidos Políticos convocó una marcha con más de 1000 personas hasta el CNE, exigiendo el nombramiento de nuevos rectores antes de las elecciones parlamentarias de ese año. En noviembre del mismo año fue acusada de estar involucrada con el asesinato del fiscal Danilo Anderson tras lo cual huye de Venezuela y se radica en Miami, Estados Unidos bajo la figura de asilo político.
En 2007 aseguró que Íngrid Betancourt se encontraba en Venezuela y que el presidente venezolano sería el negociador intermediario entre el gobernante francés, Nicolás Sarkozy, y las FARC. Poleo acusó a Chávez de querer aprovechar la situación para restaurar la venta de armas entre Venezuela y Francia que había sido suspendida durante la presidencia de Jacques Chirac y además limpiar su imagen internacional luego del cierre de RCTV. Unos días después, el presidente venezolano se ofreció públicamente para negociar la liberación de Betancourt.
En 2013 acusó a Juan Manuel Santos de bloquear por orden directa el acceso de su equipo de investigación al libro número 47, tomo 22A de noviembre del año 1961, del Registro Civil en el que estaría registrada a mano la inscripción de la partida de nacimiento de Nicolás Maduro. Desde 2015 conduce el programa de televisión Agárrate, transmitido en YouTube a través de su canal Factores de Poder. En agosto de 2018, leyó un comunicado donde dio a conocer que un grupo denominado Soldados de Franelas se adjudicaba el atentado contra el presidente venezolano Nicolás Maduro.
En octubre de 2023 Poleo perdió una demanda por difamación en Florida, Estados Unidos, al acusar falsamente a Raúl Morales, propietario de una tienda de cauchos, de narcotráfico y otras actividades ilícitas, teniendo que pagarle un dólar en compensación.

## Ataques personales
El 31 de enero de 2002, en la sede de la revista Así es la noticia fue atacada con un explosivo arrojado por dos personas en una motocicleta, un día después de que publicara un video sobre conversaciones entre el Ejército venezolano y la guerrilla colombiana FARC junto con la directora del periódico Ibéyise Pacheco y las periodistas Marta Colomina y Marianella Salazar. Tanto Patricia como Ibéyise se refugiaron en la embajada de Estados Unidos para pedir su protección ante lo que calificaron como ataques a la prensa local por sus posturas críticas. Dos meses después, la Corte Interamericana de Derechos Humanos emitió una medida de protección para el grupo.

## Reconocimientos
| Organización | Tipo                   | Galardón             | Razón |
| ------------ | ---------------------- | -------------------- | --- |
| YouTube      | YouTube Creator Awards | Silver Creator Award | Otorgado a los creadores que obtienen la cantidad de 100 000 (cien mil) suscriptores en su canal de YouTube. |